# Live at the N.E.C.
Live at the N.E.C. je druhé koncertní album britské rockové skupiny Status Quo. Nahráno bylo 14. května 1982 v National Exhibition Centre (zkratka N.E.C.) v Birminghamu. Album vyšlo v květnu 1984 u vydavatelství Vertigo Records. Ještě v říjnu 1982 vyšel singl „Caroline“ (na B-straně byla „Dirty Water“), obě skladby byly nahrány při tomto koncertě a později vyšly na tomto albu.

## Seznam skladeb
| Pořadí | Název                             | Autor                                                    | Délka |
| ------ | --------------------------------- | -------------------------------------------------------- | ----- |
| 1.     | Caroline                          | Francis Rossi, Bob Young                                 | 5:30  |
| 2.     | Roll Over Lay Down                | Rossi, Young, Rick Parfitt, Alan Lancaster, John Coghlan | 5:59  |
| 3.     | Backwater                         | Parfitt, Lancaster                                       | 4:35  |
| 4.     | Little Lady                       | Parfitt                                                  | 3:20  |
| 5.     | Don't Drive My Car                | Parfitt, Andy Bown                                       | 4:21  |
| 6.     | Whatever You Want                 | Parfitt, Bown                                            | 4:31  |
| 7.     | Hold You Back                     | Rossi, Young, Parfitt                                    | 4:40  |
| 8.     | Rockin' All Over the World        | John Fogerty                                             | 4:03  |
| 9.     | Over the Edge                     | Lancaster, Keith Lamb                                    | 4:16  |
| 10.    | Don't Waste My Time               | Rossi, Young                                             | 4:17  |
| 11.    | Dirty Water (bonus na CD reedici) | Rossi, Young                                             | 4:11  |
| 12.    | Down Down (bonus na CD reedici)   | Rossi, Young                                             | 5:18  |

## Obsazení
- Francis Rossi – sólová kytara, zpěv
- Rick Parfitt – rytmická kytara, zpěv
- Alan Lancaster – basová kytara, zpěv
- Andy Bown – klávesy
- Pete Kircher – bicí